# Sultan (Washington)
Sultan ist eine Stadt (City) im Snohomish County im US-Bundesstaat Washington an der Mündung des Sultan River in den Skykomish River. Zum United States Census 2010 hatte Sultan 4.651 Einwohner. In jedem Jahr findet im Juli ein dreitägiges Straßenfest statt, das bekannte Sultan Shindig. Der Karneval rockt und die Straßenverkäufer und die Holzfällerwettkämpfe sind beliebte Bestandteile des Festes. Ebenso bekannt ist die Shindig’s Loggers Practice im Frühjahr, zu der Baumstämme in verschiedene Holzskulpturen verwandelt werden.

## Geschichte
Sultan wurde ursprünglich um 1880 besiedelt, aber bis zum 28. Juni 1905 nicht offiziell als Gebietskörperschaft anerkannt. Sowohl der Sultan River als auch die Stadt wurden von den Erkundern nach einem Häuptling eines Teilstamms der Snohomish  benannt, der in den 1870er Jahren am Skykomish River lebte. Sein Name war Tsul-tad oder Tseul-tud, was durch die lokal ansässigen Bergleute in „Sultan“ anglisiert wurde. Generationen hindurch war Sultan eine kleine Holzfäller-Gemeinde.
1968 wurde die Stadt während des Sky River Rock Festival and Lighter Than Air Fair, einem der ersten Open-Air-Rock-Festivals, von etwa 20.000 Hippies heimgesucht. Das Event fand auf einer Farm in der Nähe der Stadt statt. Es gab Auftritte von Carlos Santana, Grateful Dead, Country Joe McDonald, Muddy Waters, Buffy St. Marie, dem Gitarristen John Fahey und vielen anderen. Auch der junge Komiker Richard Pryor stand auf der Bühne.

## Bildung
- Sultan High School
- Sultan Middle School
- Sultan Elementary School
- Gold Bar Elementary School
- Columbia Virtual Academy

## Geographie
Nach dem United States Census Bureau nimmt die Stadt eine Gesamtfläche von 8,16 km² ein, worunter keine Wasserflächen sind.

## Demographie
| Jahr | Einwohner¹ |
| ---- | ---------- |
| 1910 | 576        |
| 1920 | 687        |
| 1930 | 830        |
| 1940 | 961        |
| 1950 | 814        |
| 1960 | 821        |
| 1970 | 1.119      |
| 1980 | 1.578      |
| 1990 | 2.236      |
| 2000 | 3.344      |
| 2010 | 4.651      |
| 2016 | 5.059      |

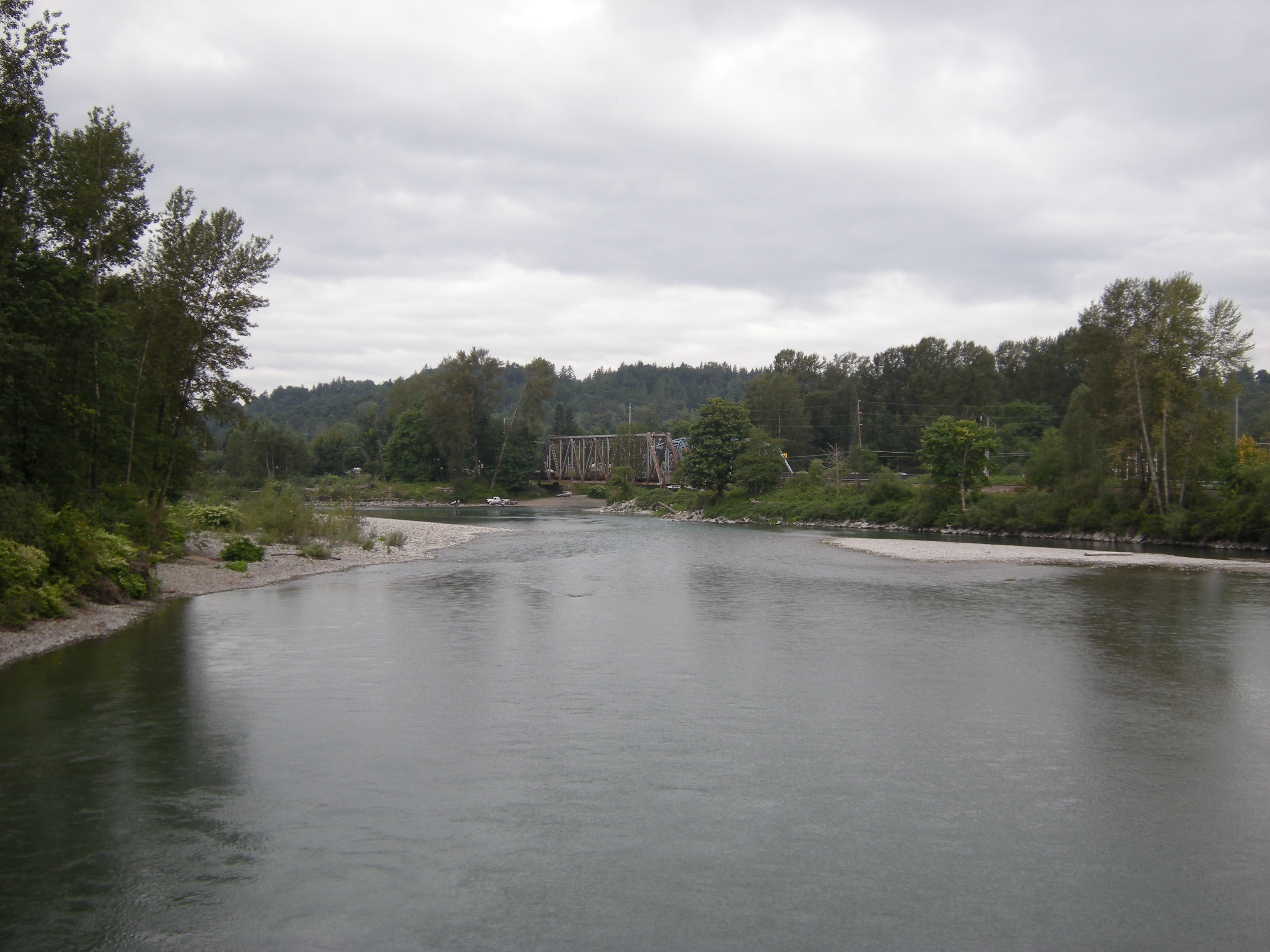
Blick den Skykomish River flussabwärts; die Brücke nahe der Bildmitte überspannt den Sultan River kurz vor seiner Mündung in den Skykomish River.

¹ 1910–2010: Volkszählungsergebnisse
2016: Schätzung des United States Census Bureau

### Census 2010
Nach der Volkszählung von 2010  gab es in Sultan 4.651 Einwohner, 1.607 Haushalte und 1.142 Familien. Es gab 1.752 Wohneinheiten.
Die Bevölkerung bestand zu 86,2 % aus Weißen, zu 0,2 % aus Afroamerikanern, zu 1 % aus Indianern, zu 1,6 % aus Asiaten, zu 0,2 % aus Pazifik-Insulanern, zu 7,1 % aus anderen „Rassen“ und zu 3,7 % aus zwei oder mehr „Rassen“. Hispanics oder Latinos „jeglicher Rasse“ bildeten 12,2 % der Bevölkerung.
Von den 1607 Haushalten beherbergten 44,4 % Kinder unter 18 Jahren, 52,5 % wurden von zusammen lebenden verheirateten Paaren, 12,3 % von alleinerziehenden Müttern und 6,3 % von alleinstehenden Vätern geführt; 28,9 % waren Nicht-Familien. 21 % der Haushalte waren Singles und 6,1 % waren alleinstehende über 65-jährige Personen. Die durchschnittliche Haushaltsgröße betrug 2,89 und die durchschnittliche Familiengröße 3,36 Personen.
Der Median des Alters in der Stadt betrug 32,3 Jahre. 30,7 % der Einwohner waren unter 18, 8,4 % zwischen 18 und 24, 32 % zwischen 25 und 44, 21,6 % zwischen 45 und 64 und 7,3 65 Jahre oder älter. Von den Einwohnern waren 51,5 % Männer und 48,5 % Frauen.

### Census 2000
Nach der Volkszählung von 2000 gab es in Sultan 3.344 Einwohner, 1.211 Haushalte und 858 Familien. Die Bevölkerungsdichte betrug 433,3 pro km². Es gab 1.291 Wohneinheiten bei einer mittleren Dichte von 167,3 pro km².
Die Bevölkerung bestand zu 91,3 % aus Weißen, zu 0,27 % aus Afroamerikanern, zu 1,2 % aus Indianern, zu 1,56 % aus Asiaten, zu 0,12 % aus Pazifik-Insulanern, zu 1,56 % aus anderen „Rassen“ und zu 4,01 % aus zwei oder mehr „Rassen“. Hispanics oder Latinos „jeglicher Rasse“ bildeten 4,78 % der Bevölkerung.
Von den 1211 Haushalten beherbergten 42,4 % Kinder unter 18 Jahren, 54,2 % wurden von zusammen lebenden verheirateten Paaren, 11,2 % von alleinerziehenden Müttern geführt; 29,1 % waren Nicht-Familien. 23,5 % der Haushalte waren Singles und 8,6 % waren alleinstehende über 65-jährige Personen. Die durchschnittliche Haushaltsgröße betrug 2,76 und die durchschnittliche Familiengröße 3,25 Personen.
Der Median des Alters in der Stadt betrug 32 Jahre. 31,2 % der Einwohner waren unter 18, 7,6 % zwischen 18 und 24, 34,5 % zwischen 25 und 44, 18 % zwischen 45 und 64 und 8,7 65 Jahre oder älter. Auf 100 Frauen kamen 101,3 Männer, bei den über 18-Jährigen waren es 99 Männer auf 100 Frauen.
Alle Angaben zum mittleren Einkommen beziehen sich auf den Median. Das mittlere Haushaltseinkommen betrug 46.619 US$, in den Familien waren es 51.038 US$. Männer hatten ein mittleres Einkommen von 38.924 US$ gegenüber 26.096 US$ bei Frauen. Das Pro-Kopf-Einkommen betrug 18.822 US$. Etwa 4,9 % der Familien und 7 % der Gesamtbevölkerung lebte unterhalb der Armutsgrenze; das betraf 9,1 % der unter 18-Jährigen und 4,3 % der über 65-Jährigen.

## Persönlichkeiten
- Boeda Strand – „Head Basket Weaver“ der Snohomish, wurde 1834 in Sultan geboren.
Boeda Strand (tsi-dzak-qay) war die Halbschwester von Sultan John, nach dem die Stadt Sultan benannt wurde. Es gibt am Fluss eine Statue von Sultan John.